# Pachydactylus oshaughnessyi
Espèce
Synonymes
- Pachydactylus capensis levyi FitzSimons, 1933

Pachydactylus oshaughnessyi est une espèce de geckos de la famille des Gekkonidae.

## Répartition
Cette espèce se rencontre en Afrique du Sud et au Zimbabwe.

## Étymologie
Cette espèce est nommée en l'honneur d'Arthur William Edgar O'Shaughnessy.

## Taxinomie
La sous-espèce Pachydactylus oshaughnessyi katanganus a été élevée au rang d'espèce.

## Publication originale
- Boulenger, 1885 : Catalogue of the lizards in the British Museum (Natural History) I. Geckonidae, Eublepharidae, Uroplatidae, Pygopodidae, Agamidae, Second edition, London, vol. 1, p. 1-436 (texte intégral).